# Rhyscotoides ciferrii
Rhyscotoides ciferrii är en kräftdjursart som först beskrevs av Arcangeli1931.  Rhyscotoides ciferrii ingår i släktet Rhyscotoides och familjen Rhyscotidae. Utöver nominatformen finns också underarten R. c. ciferrii.